# Allium oreoprasum
Allium oreoprasum — вид рослин з родини амарилісових (Amaryllidaceae); поширений у пн. Пакистані, Афганістані, сх. Казахстані, Киргизстані, Таджикистані, Узбекистані, зх. Тибеті, Сіньцзяні (Китай).

## Опис
Цибулини скупчені, вузько-яйцювато-циліндричні, діаметром 0.5–1 см; оболонка жовтувато-коричнева. Листки вузьколінійні, коротші (іноді на 1/2 довжини) від стеблини, 1–3(4) мм завширшки. Стеблина 11–30(40) см, циліндрична, вкрита листовими оболонками лише при основі. Зонтик малоквітковий. Оцвітина від блідо-червоної до білої; сегменти з темно-пурпурною серединною жилкою, овально-еліптичні до широко-еліптичних, 4.2–7 × 2.5–4 мм; внутрішні зазвичай коротші та ширші, ніж зовнішні.

## Поширення
Поширення: північний Пакистан, Афганістан, східний Казахстан, Киргизстан, Таджикистан, Узбекистан, західний Тибет, Сіньцзян (Китай).
Населяє сонячні схили, кам'янисті береги річок